# Dumitru Volvoreanu
Dumitru Volvoreanu   (1898 - valor desconegut) va ser un jugador de rugbi a 15 romanès que va competir en els anys posteriors a la Primera Guerra Mundial.
El 1924 va ser seleccionat per jugar amb la selecció de Romania de rugbi a 15 que va prendre part en els Jocs Olímpics de París, on guanyà la medalla de bronze. Jugà un sol partit amb la selecció nacional.